# Cupa Europeană EHF Feminin
Cupa Europeană EHF Feminin este o competiție de handbal din Europa. A fost creată în 2001 când a înlocuit Cupa Orașelor EHF Feminin. Este organizată de Federația Europeană de Handbal.

### Cupa Europeană EHF
| 2020–21 Detalii | CBF Málaga Costa del Sol | 32–28 28–31 | Lokomotiva Zagreb    | Atlético Guardés   | Yalikavaksports Club     |
| 2021–22 Detalii | Rocasa Gran Canaria      | 21–17 25–29 | Costa del Sol Málaga | Galychanka Lviv    | Bekament Bukovička Banja |
| 2022–23 Detalii | Antalya Konyaaltı        | 17–23 33–20 | Atlético Guardés     | IUVENTA Michalovce | Atticgo Elche            |
| 2023–24 Detalii | Atticgo Elche            | 22–20 28–22 | IUVENTA Michalovce   | S.L. Benfica       | Rocasa Gran Canaria      |